# Nux Vomica
Nux Vomica és un grup musical creat el 1989 al barri de Sant Roc de Niça. El seu repertori inclou cançons en occità, francès, italià i portuguès del Brasil. El líder del grup és Gigi de Nissa.
El seu nom prové del nom científic de la nou de vòmica, llavor de l'arbre matacà. El grup va ser creat el 1989 amb la intenció d'ésser un actor cultural de la vila de Niça i de "promoure la cultura de Niça al món". De fet Nux Vomica no es tracta només d'un grup de música, ja que experimenten amb altres creacions com ara la pintura. Mostra d'això és la creació el 1991 de l'espai d'expressió cultural Hangar Saint Roch.
Els seus membres van fundar el Carnaval Independent de Niça.

## Discografia

### Singles
- Liberà Jacquou ! (1994)
- Je monte au stade
- Viva lou gobi

### Recopilatoris
- Ragga Baleti vol. 1 (1995)
- Nissa canta

### Àlbums[5]
- Nissa Independenta (1995) (1996)
- Carnaval Nissart (1998)
- Nissa Pernambuco (2006)

### Col·laboracions
- Laissarem degun amb Roland Pécout (2009)[6]